# Pizza a la pala

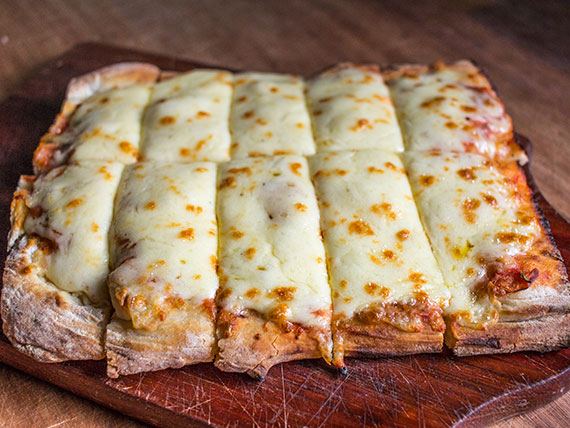
Pizza a la pala con mozarela

La pizza a la pala o pizza a la piedra es el estilo tradicional de pizza que se consume en las pizzerías de Uruguay. Se trata de un tipo de pizza de masa medio gruesa, de forma rectangular, con o sin el agregado de queso, que se hornea en un horno a leña y se sirve en porciones rectangulares.

## Historia
La influencia italiana en Uruguay se hace aún más notoria en la cantidad de pizzerías y fábricas de pasta que se encuentran en todo el país. La pizza y el fainá llegaron partir de los años 1830. A finales del siglo xix los inmigrantes italianos empezaron a abrir las primeras pizzerías con hornos a leña y también se solía vender en puestos ambulantes.
En los años 1930 surgió la «pizza al tacho», una pizza sin tomate recubierta de varios quesos, inventada por el pizzero italiano Angelo Nari en el restaurante Tasende.
Durante los años 1960 el consumo de pizza a la pala se popularizó. La pizza es uno de los platos más populares entre los uruguayos, y en 2018 se registraron 420 pizzerías.

## Variantes
Cuando la pizza a la pala se come con una porción de fainá encima, suele denominarse a caballo y cuando se sirve con el agregado de mozarela suele denominarse pizza muzzarella o simplemente muzzarella.
Si bien no es común que este tipo de pizza se prepare con ingredientes encima distintos a la mozarela, estos pueden ser jamón, morrón, aceitunas, salame, panceta, palmitos, mejillones, champiñoes y camarones.
Una variante de la pizza a la pala es la figazza, que reemplaza la salsa de tomate encima de la masa, por cebolla, morrón y opcionalmente aceitunas.
La pizza por metro, suele ser un tipo de pizza a la pala, sujeta a una estrategia comercial para su venta según el largo o sea metro o metraje, este tipo de pizza si bien no diferencia demasiado de una pizza a la pala común, suele ser de inferior calidad, dada su naturaleza económica. Otro tipo de pizza similar a la pizza a la pala es la pizza de cumpleaños, más parecida a la pizza siciliana, de masa más suave y alta, que se sirve en cumpleaños y reuniones familiares.